# Jorge Hernández (Boxer)
Jorge Hernández (* 17. November 1954; † 12. Dezember 2019) war ein kubanischer Boxer.

## Karriere
Er wurde 1974 bei der erstmals ausgetragenen Amateurweltmeisterschaft in Havanna Weltmeister im Halbfliegengewicht, wo er unter anderem dem amtierenden Olympiasieger György Gedó bezwingen konnte. Nachdem er sich 1975 auch bei den Panamerikanischen Spielen in Mexiko-Stadt durchsetzen konnte, qualifizierte er sich für die Teilnahme an den Olympischen Spielen 1976 in Montreal, wo er die Goldmedaille in seiner Gewichtsklasse gewann.
Bei den Weltmeisterschaften 1978 in Belgrad belegte er einen zweiten Platz, er verlor dort gegen den Kenianer Stephen Muchoki, den er im Finale vier Jahre zuvor noch bezwungen hatte. Anschließend wechselte er in das Fliegengewicht, hatte in dieser Gewichtsklasse jedoch wenig Erfolg. So verlor er bei den Panamerikanischen Spielen 1979 in San Juan bereits im Viertelfinale. 1980 bestritt er in Moskau seine zweiten Olympischen Spiele, schied allerdings bereits in seinem ersten Vorrundenkampf aus.